# Subaru Impreza
Subaru Impreza je automobil japanskog proizvođača vozila Subaru. Model Impreza počeo se proizvoditi 1992. te se još uvijek proizvodi (2012.) u svojoj četvrtoj generaciji. 
Prva generacije proizvodila se je od 1992., druga generacije je predstavljena 2000., treća 2007., a četvrta (aktualna 2012.) se proizvodi od 2011. Subaru je u svoje trkaće i civilne verzije Impreze ugrađivao boxerske motore. Ovi motori su naziv dobili po uglu po kojem su klipovi postavljeni (180° stupnjeva). Subaru je godine nudio više motora u ponudi za civilne verzije Impreze, ukljućujući i dizel motor od 147 konjskih snaga. Neki od najjačih motora u Imprezi bio je i motor od 305 konjskih snaga koji je proizveden isključivo za sjevernoameričko tržište. Glavni rival Subaru Impreze bio je i dobro poznati Mitsubishi Evo. Impreza je imala legendaran status kroz čitavu proizvodnju počevši od 90-ih godina 20. stoljeća sve do današnjeg dana. Subaru je, pored odličnih performansi Impreze uveo i mnoštvo novih tehnologija, kao što je bio njihov napredni pogon na sve kotače. Po mojem mišljenju, Impreza kao jedan od najpopularnijih modela Subarua, je ugrožen. Pitate se zašto je tako? Pa, moramo se součiti s činjenicama. Mitsubishi, njihov glavni rival, je iz igre izašao još sada davne 2011. godine, uglavnom zbog financijskih problema. Time je Subaru ostao jedini proizvođač koji proizvodi reli verzije svojih automobila. Danas, izgleda da i Subaru sve manje ulaže u Imprezu, znajući da tržištem vladaju SUV-ovi. Impreza bi mogla vrlo brzo nestati u svijetu SUV-ova.

## Motosport
Model Impreza najuspješniji je Subaru model u svijetu reli utrka. Impreza je već na svome debiju na svjetskom prvenstvu u reliju u sezoni 1993. na utrci Reli Finska završila na pobjedničkom podiju.  Sljedeće sezone 1994. je uslijedila i prva pobjeda, u vozačkim rukama Colin McRae, na Reliju Novi Zeland.
Model je donio tri uzastopna momčadska naslova svjetskog prvaka u reliju tvorničkoj momčadi Subarua (1995., 1996., 1997.), dok su u modelu Impreza svjetski prvaci u reliju postali McRae 1995., Richard Burns 2001., i Petter Solberg 2003.